# Andrzej Borowski (literaturoznawca)
Andrzej Stanisław Borowski (ur. 1945) – literaturoznawca, teoretyk i historyk literatury, członek czynny Polskiej Akademii Umiejętności,  wiceprezes Polskiej Akademii Umiejętności (2012–2018), emerytowany profesor zwyczajny Uniwersytetu Jagiellońskiego, b. kierownik Katedry Historii Literatury Staropolskiej Wydziału Polonistyki Uniwersytetu Jagiellońskiego, profesor zwyczajny Państwowej Wyższej Szkoły Zawodowej w Tarnowie, członek Rady Wydawniczej Fundacji na rzecz Nauki Polskiej, członek Rady Akademii Artes Liberales. B. redaktor naczelny, obecnie członek redakcji rocznika „Terminus".
W marcu 2001 został laureatem nagrody Krakowska Książka Miesiąca za publikację Słownik sarmatyzmu.

## Wydane publikacje
- Pojęcie i problem „renesansu północnego" (Kraków 1987),
- Renesans (Kraków 1992, wyd. drugie 2002),
- Powrót Europy (Kraków, 1999),
- Słownik sarmatyzmu (redakcja naukowa, współautorstwo; Kraków 2001),
- Historia literatury polskiej i powszechnej. Starożytność–Oświecenie (Kraków 2002),
- Iter Polono-Belgo-Ollandicum. Cultural and Literary Relationships between the Commonwealth of Poland and the Netherlands in the 16th and the 17th Centuries (Kraków, 2007),
- Humanizm. Historie pojęcia (redakcja naukowa, współautorstwo; Warszawa 2009).

## Tłumaczenia
- E. R. Curtius, Literatura europejska i łacińskie Średniowiecze (Kraków 1997),
- Rabbi Simon Mzn. De Vries, Obyczaje i symbole Żydów (Kraków 1999),
- Rabbi Mosze Chajim Luzzato, Ścieżka sprawiedliwych (Kraków 2005).
- Baltazar Castiglione,  Książka o dworzaninie, (Kraków 2018)